# Osama Hawsawi
Osama Hawsawi (Meca, 31 de março de 1984), é um ex-futebolista saudita que atuava como zagueiro..Hawsawi durante sua carreira foi considerado um dos zagueiros mais notáveis da Arábia Saudita.

## Carreira
Osama comecou no Al Wehda, jogando ao longo da carreira nos dois rivais, Al Hilal e Al Ahli. Teve uma curta passagem na Europa, no futebol belga, sem destaque.    

## Seleção nacional
Osama Hawsawi representou a Seleção Saudita de Futebol nas edições de 2007, 2011 e 2015 da Copa da Ásia, além da Copa do Mundo de 2018, sendo capitão da equipe nos três jogos disputados no mundial.
Hawsawi ao longo de sua trajetória de 12 anos na seleção, tornou-se umas das referencias sendo o quinto com mais partidas disputadas, com 138 jogos. 